# Amway Arena
Amway Arena, tidigare Orlando Arena och TD Waterhouse Centre, var en inomhusarena i den amerikanska staden Orlando i delstaten Florida. Den hade en publikkapacitet på mellan 15 788 och 18 432 åskådare beroende på arrangemang. Inomhusarenan började byggas den 5 januari 1987 och invigdes den 29 januari 1989. Amway Arena ägdes av staden Orlando. Den användes som hemmaarena för bland annat Orlando Magic (1989–2010), Orlando Miracle (1999–2002) och Orlando Solar Bears (1995–2001).
Inomhusarenan stängdes den 30 september 2010 och revs den 25 mars 2012.